# Callitriche pulchra
Espèce
Statut de conservation UICN

 CR B2ab(iii,iv,v) : 
En danger critique
Callitriche pulchra est une espèce de plantes à fleurs du genre Callitriche et de la famille des Callitrichaceae. Menacée d'extinction, cette espèce est endémique des îles grecques de Karpathos, Kassos et Gavdos. Elle fait partie de la liste des 100 espèces les plus menacées au monde établie par l'UICN en 2012.